# Captura de protones
| Física nuclear • Núcleo • Nucleones (p, n) • Materia nuclear • Fuerza nuclear • Estructura nuclear • Procesos nucleares |

La captura de protones es un proceso nuclear en el que un núcleo atómico y uno o más protones colisionan y se fusionan para formar un núcleo más pesado.
Como los protones tienen carga eléctrica positiva, son repelidos electrostáticamente por el núcleo cargado positivamente. Por lo tanto, es más difícil agregarse a un núcleo para los protones que para los neutrones (que facilitan el proceso gracias a su carga neutra).
La captura de protones juega un papel importante en la nucleosíntesis cósmica de isótopos ricos en protones. En las estrellas puede suceder de dos maneras: como un proceso rápido (proceso rp) o lento (proceso p). Este proceso hace que el litio de las estrellas se convierta en helio en las estrellas de la secuencia principal.